# Neutrodiaptomus alatus
Neutrodiaptomus alatus is een eenoogkreeftjessoort uit de familie van de Diaptomidae. De wetenschappelijke naam van de soort is voor het eerst geldig gepubliceerd in 1943 door Hu.